# Austin Barnes
Pour les articles homonymes, voir Barnes.
Austin Scott Barnes (né le 28 décembre 1989 à Riverside, Californie, États-Unis) est un receveur et joueur de deuxième but des Dodgers de Los Angeles de la Ligue majeure de baseball.

## Carrière
Joueur des Sun Devils de l'université d'État de l'Arizona, Austin Barnes est repêché au 9e tour de sélection par les Marlins de la Floride en 2011. Il commence sa carrière professionnelle la même année en ligues mineures, où il est à la fois receveur et joueur de deuxième but.
Il passe aux Dodgers de Los Angeles le 10 décembre 2014. Ces derniers échangent aux Marlins de Miami le deuxième but Dee Gordon, l'arrêt-court Miguel Rojas et le lanceur partant droitier Dan Haren pour obtenir en retour Barnes, le joueur d'utilité Enrique Hernández et le prometteur lanceur gaucher Andrew Heaney. Assigné pour la première fois à un club de ligues mineures de niveau Triple-A, les Dodgers d'Oklahoma City, affiliés à l'équipe de Los Angeles, Barnes est pour la première fois appelé au niveau majeur lorsque le receveur Yasmani Grandal est blessé. Il fait ses débuts dans le baseball majeur comme receveur des Dodgers de Los Angeles le 24 mai 2015 face aux Padres de San Diego et lors de ce match réussit contre le lanceur Dale Thayer son premier coup sûr au plus haut niveau.

## Vie personnelle
Austin Barnes est le neveu de l'ancien joueur de baseball Mike Gallego.